# NSSC-1
NASA Standard Spacecraft Computer-1（NASA標準宇宙機コンピュータ-1、NSSC-1）は、1974年にゴダード宇宙飛行センター（GSFC）でマルチミッションモジュラー宇宙機の標準コンポーネントとして開発されたコンピュータである。その基本的な宇宙機は、コスト削減のために標準化された部品やモジュールで構成された。このコンピュータは18ビット幅のコアメモリまたはめっき線メモリを最大64kまで搭載した。18ビットを選択したのは、16ビット機よりもデータ精度が4倍高いためである。浮動小数点には対応していなかった。

## 用途
NSSC-1が使われたのは、
- ソーラーマキシマムミッション
- ハッブル宇宙望遠鏡（最初にDF-224を使用した画像データ処理用ではなく、宇宙機制御用）
- ランドサット-Dミッション

そして、ほとんどが太陽系に限定された他のミッションである。
このハードウェアはウェスティングハウス社とGSFCが開発した。マシンは、当時の優先部品リストの中で最も低消費電力の部品であるダイオード-トランジスタロジックが使われていた。当初は1700 SSI（NORゲート）パッケージで製造されていたが、後に69 MSI（中規模集積）チップに変更された。

## プログラミングとサポート
NSSC-1には、ゼロックス XDS 930（24ビット）メインフレーム上でホストされるアセンブラ/ローダ/シミュレータのツールセットがあった。関連するシミュレーターは、実時間の1/1000で動作した。ゼロックスコンピュータは、ラック内のブレッドボードOBPに接続されていた（もちろん、室温の周囲条件で動作する）。その後、「ソフトウェア開発および検証機能」（SDVF、Software Development and Validation Facility）は、PDP-11/70ミニコンピュータを使用したフライトダイナミクス (宇宙機)シミュレータが追加された。
専用の「NSSC-1フライトエグゼクティブ」（NSSC-1 Flight Executive）が、ソーラーマキシマムミッション（SMM）以降のフライトで使用するために開発された。これは、25ミリ秒間隔でタスクを切り替え、絶対時間と相対時間の両方のコマンドを処理する内蔵コマンドプロセッサを含んでいた。地上の受信局に転送できるステータスバッファを持っていたため多くのメモリを必要とし（通常は利用可能なメモリの半分以上）、残りはアプリケーションとスペア用に残されていた。

## 歴史的背景
1980年代、ガリレオのような多くのミッションでRCA 1802が使用された。このミッションと他のミッションによって、宇宙機にはカスタムビルドのNASA CPUを搭載しないという傾向になった。太陽系の内部と外部の探査は、既存の（民生用および軍用航空宇宙用の）CPUで行う必要があった。
32ビットCPUのRADファミリーが宇宙ミッションで使われる前は、MIL-STD-1750A（現代のアプリケーションを実行できるCPU）がかなりの用途で使われていた。
2000年代に IBM RAD6000が、2010年代に RAD750が登場して以来、NSSC-1の使用は考えられなくなった。その計算能力は大きくなく、現代のほとんどの宇宙ミッションでは、フライトコンピュータに実質的で本質的な計算能力を求めている。

## 推薦文献
- NASA初の標準宇宙機コンピュータの開発と応用 CACM 1984(英語)